# Élections législatives indonésiennes sous Soeharto
De 1971 à 1997, des élections générales se sont régulièrement tenues en Indonésie, sous la présidence du général Soeharto.

## Contexte
À la suite de ce qu'on appelle le "Mouvement du 30 septembre" (en indonésien, Gerakan September Tigapuluh, plus généralement désigné sous l'acronyme de "Gestapu", évoquant le nom de Gestapo), l'armée de terre indonésienne avait ordonné la dissolution du Parti communiste indonésien, qu'elle accusait d'être l'instigateur du mouvement. Le général Soeharto avait pris la tête de la répression. Le 11 mars 1966, il avait contraint Soekarno, encore officiellement président, à signer la « Supersemar » (acronyme de Surat Perintah Sebelas Maret, « ordre du 11 mars ») lui donnant les pleins pouvoirs. En 1968, Soeharto fut formellement élu président par l'assemblée provisoire formée en 1960 par Soekarno.

## Les élections de 1971
Lors des élections générales de 1971, les premières du régime Soeharto, 9 partis politiques sont en lice, auxquels s'ajoutent les Golongan Karya ("groupes fonctionnels") ou Golkar, qui ne se présentent pas comme un parti mais une coalition de représentants des différents secteurs de la société. Les 9 partis sont :
- L'IPKI (Ligue des Défenseurs de l'Indépendance de l'Indonésie)
- Le Partai Nahdlatul Ulama de la grande organisation musulmane Nahdlatul Ulama
- Le Parkindo (Partai Kristen Indonesia, protestant)
- Le Parmusi (Partai Muslimin Indonesia)
- Le Partai Katolik
- Le Partai Musyawarah Rakyat Banyak (Parti prolétarien) ou Murba
- Le Perti
- Le Partai Nasional Indonesia ou PNI ("soekarniste")
- Le PSII (Partai Syarikat Islam Indonesia).

| No.   | Parti                  | Voix       | Pourcentage | Sièges |
| ----- | ---------------------- | ---------- | ----------- | ------ |
| 1.    | Partai Katolik         | 603 740    | 1,10        | 3      |
| 2.    | PSII                   | 1 308 237  | 2,39        | 10     |
| 3.    | Partai Nahdlatul Ulama | 10 213 650 | 18,68       | 58     |
| 4.    | Parmusi                | 2 930 746  | 5,36        | 24     |
| 5.    | Golkar                 | 34 348 673 | 62,82       | 236    |
| 6.    | Parkindo               | 733 359    | 1,34        | 7      |
| 7.    | Murba                  | 48 126     | 0,08        | 0      |
| 8.    | PNI                    | 3 793 266  | 6,93        | 20     |
| 9.    | PERTI                  | 381 309    | 0,69        | 2      |
| 10.   | IPKI                   | 338.403    | 0,61        | 0      |
| Total | Total                  | 54 669 509 | 100,00      | 360    |

Ces élections furent les dernières sous Soeharto, auxquelles aient participé des partis datant de l'époque de Soekarno.

## Les élections suivantes
En 1973, le gouvernement force ces 9 partis à se regrouper en seulement 2 partis :
- Le Partai Demokrasi Indonesia ou PDI, qui regroupe les partis non-musulmans, laïcs ou religieux, c'est-à-dire le PNI, le Parkindo, le Partai Katolik, l'IPKI et le Murba,
- Le Partai Persatuan Pembangunan ou PPP, qui regroupe les partis musulmans, c'est-à-dire la NU, le Parmusi, le PSII et le PERTI.

Le nombre total de sièges à pourvoir était :
- De 460 jusqu'aux élections de 1982,
- De 500 à partir de celles de 1987.

Jusqu'aux élections de 1992, 100 sièges étaient réservées aux forces armées. Pour les élections de 1997, ce nombre a été ramené à 75.
| Parti                  | 1977     | 1977   | 1982     | 1982   | 1987     | 1987   | 1992     | 1992   | 1997     | 1997   |
| Parti                  | Voix (%) | Sièges | Voix (%) | Sièges | Voix (%) | Sièges | Voix (%) | Sièges | Voix (%) | Sièges |
| ---------------------- | -------- | ------ | -------- | ------ | -------- | ------ | -------- | ------ | -------- | ------ |
| Golkar                 | 62,1     | 232    | 64,3     | 237    | 73,2     | 299    | 68,1     | 282    | 74,5     | 325    |
| PPP                    | 29,3     | 99     | 27,8     | 94     | 16       | 61     | 17       | 62     | 22,5     | 89     |
| PDI                    | 8,6      | 29     | 7,9      | 29     | 10,9     | 40     | 14,9     | 56     | 11,9     | 11     |
| Sous-total sièges élus |          | 360    |          | 360    |          | 400    |          | 400    |          | 425    |
| Forces armées          |          | 100    |          | 100    |          | 100    |          | 100    |          | 75     |
| Total sièges           |          | 460    |          | 460    |          | 500    |          | 500    |          | 500    |